# La pietra del paragone
La pietra del paragone (La pedra de toc) és una òpera en dos actes amb música de Gioachino Rossini sobre un llibret italià de Luigi Romanelli. S'estrenà al Teatro alla Scala de Milà el 26 de setembre de 1812.
Planteja una història d'embolics amorosos a l'entorn de la prova a què un comte sotmet un grup de dones per trobar una aspirant que sigui digna d'ell. Rossini va compondre La pietra del paragone entre L'equivoco stravagante i L'italiana in Algeri, les tres òperes còmiques creades en l'espai d'un any, que cobreix el període de transició de les òperes fresques de joventut cap a les obres mestres madures.

## Origen i context
Rossini tenia només vint anys quan va escriure aquesta òpera, la seva setena. Tot i que la seva carrera ja tenia uns quants anys, fins aleshores s'havia desenvolupat sobretot en teatres de segona i tercera categoria, a Venècia, Bolonya i Ferrara. La seva obra anterior de més èxit havia estat una altra òpera còmica, L'equivoco stravagante, representada a Bolonya l'any 1811. Però a causa del seu estrany argument (amb un eunuc disfressat de dona), les autoritats van aturar l'obra després de tres actuacions.
L'estiu de 1812 La pietra del paragone va ser la primera comissió per a Rossini del teatre alla Scala de Milà, aleshores ja era el teatre d'òpera més important d'Itàlia i un dels principals teatres del món. El jove compositor ja començava a tenir un nom a Venècia, on el gener del mateix any havia estrenat L'inganno felice al Teatro San Moisè amb un èxit enorme. L'empresari del San Moisè immediatament va encarregar tres farses més a Rossini, incloent-hi La scala di seta, i Rossini també va acceptar una comissió d'un altre teatre venecià, el Teatro La Fenice, en aquest l'òpera seriosa Tancredi, que s'estrenaria el 6 de febrer de 1813.

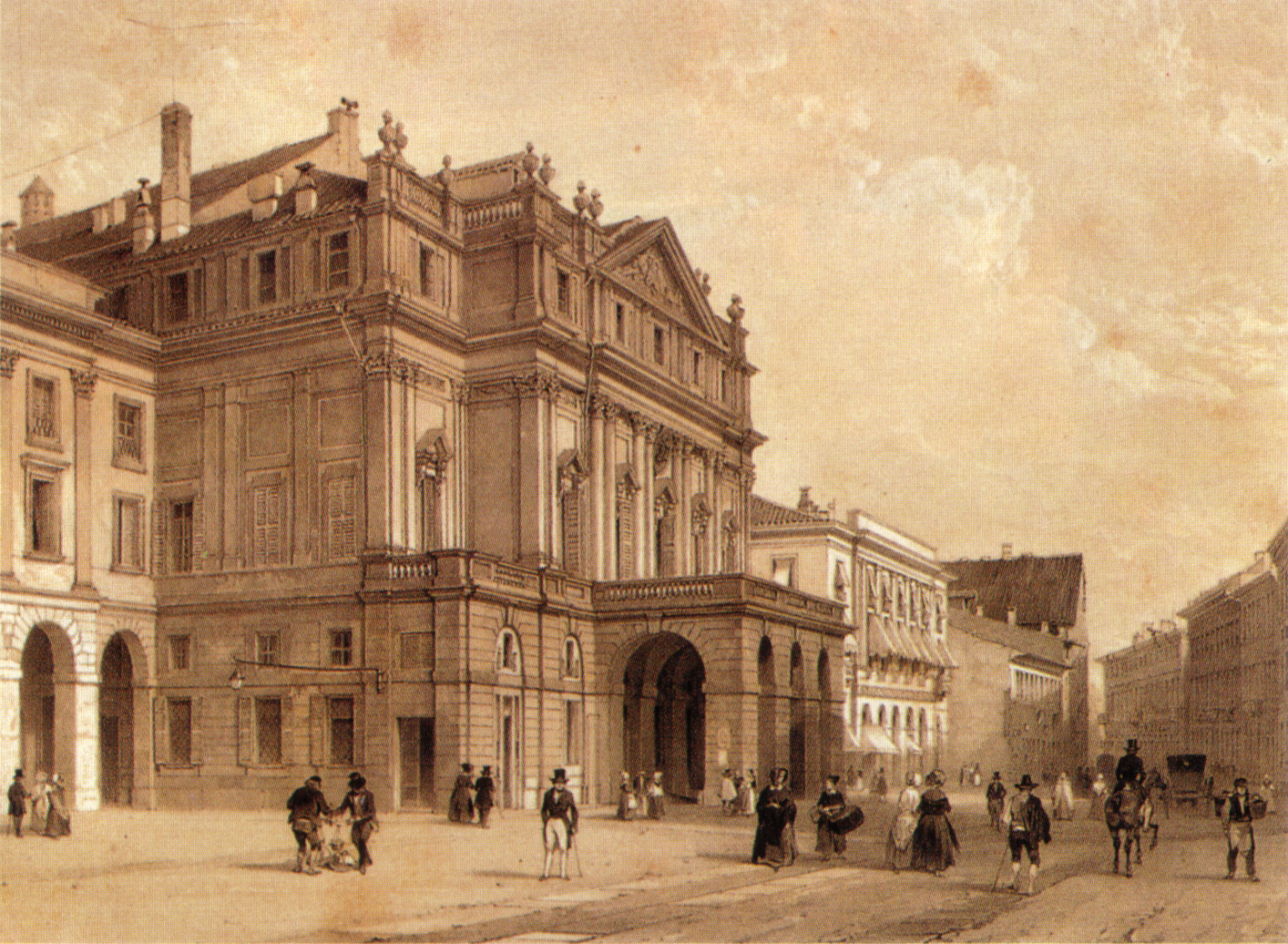
El Teatro alla Scala de Milà al segle XIX

Els èxits obtinguts per Rossini en el món de la farsa breu van propiciar que un teatre li encarregués per fi una òpera bufa de dimensions més grans. Seguint la seva carrera ascendent, aquest va ser el primer encàrrec veritablement important, molt superior a les farses i peces breus que fins aleshores havien centrat la seva activitat.
La Scala fou doncs la que es va avançar i el va remunerar amb 600 lliures, una xifra tres vegades més gran que el màxim que el jove compositor havia cobrat fins aleshores. A Milà, Rossini va obtenir aquest compromís gràcies a l'ajuda de la cantant Marietta Marcolini, que ja havia aparegut en dues estrenes de Rossini, L'equivoco stravagante i Ciro in Babilonia. L'any 1813, Rossini va compensar aquesta amabilitat escrivint per a ella L'italiana in Algeri, el paper més gran i aplaudit de la carrera de la soprano.

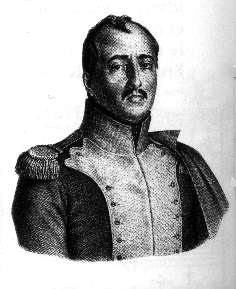
Filippo Galli, el baix protagonista

A principis de juliol de 1812, Rossini va arribar a Milà des de Venècia per començar a treballar en La pietra. El llibretista, Luigi Romanelli, era un dels tants poetes prolífics que produïen constants i deficients arguments per als teatres italians. Rossini van començar a treballar com sempre prop de la data d'obertura programada del 19 de setembre. El llibret va ser construït a l'antiga, amb recursos còmics totalment gastats i ensamblat en una estructura feixuga. Seguint la tradició del segle anterior, era una òpera en què tots els personatges tenien una importància similar, amb un nombre semblant d'àries, fet que obligava al compositor a interrompre constantment la trama amb l'ària de cada personatge. L'argument també tenia totes les característiques típiques de les òperes bufes antigues, com les múltiples confusions amoroses o la disfressa d'un dels personatges com a turc per fer por als altres i castigar-los. A La pietra aquest moment del fals turc, que no era altre que l'amo de la casa, es va fer molt famós.
L'11 de juliol Rossini va escriure a la seva mare que havia acabat la introducció del primer acte i la cavatina de Clarice. El 21 d'agost el director delegat de La Scala, Carlo Brentano de Grianty, va informar el govern que el "Signor Romanelli ja havia finalitzat gairebé tot el drama […] per al compositor Signor Maestro Rossini, i que aquest últim ja l'havia escrit i el va enviar al copista Bordoni per extreure'n les parts". Rossini es va posar malat i el 10 de setembre encara no havia acabat sis números i per aquesta raó l'estrena es va posposar un mes.

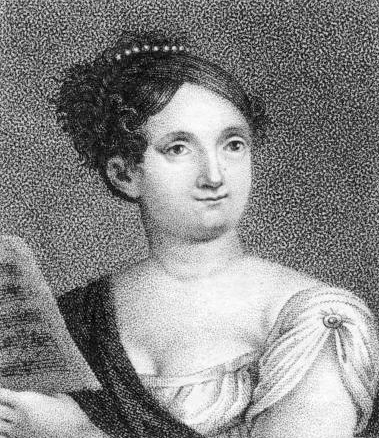
Marietta Marcolini, creadora de Clarice

Com la majoria d'òperes de Rossini, La pietra del paragone va ser escrita segons el repartiment específic que comptava el teatre per la temporada ja començada, tot amotllant la seva música a la mida dels cantants. Per exemple, les dues seconde donne, la Baronessa Aspasia i Donna Fulvia, són dos papers per a soprano amb rangs similars. La Zerbini, que interpretava la Baronessa, devia ser una veu menor i només apareix en els conjunts, tot mantenint-li la tessitura sempre per sota de la de Fulvia i sense exigir-li cap passatge exposat a la part superior del seu rang. En canvi, Fei, que interpretava Fulvia, és un rang més alt i exigent, amb notes altes i sostingudes i fins i tot un breu número en solitari (Pubblico fu l'oltraggio).
La prima donna, la contralt Maria Marcolini, creadora del paper de Clarice, ja havia interpretat el papaer protagonista d'Ernestina a L'equivoco stravagante, estrenada a Bolonya l'octubre de 1811. Al final de L'equivoco, Ernestina canta una ària heroica disfressada d'un capità de l'exèrcit. Marcolini agafar aquesta ària per al seu repertori propi, i la va afegir com a peça de lluïment en altres òperes. Tant Romanelli com Rossini li haurien consentit inserir-la en La pietra del paragone. Aquests manllevaments eren normals en l'època i els exemples d'autopréstec de Rossini són nombrosos al llarg de la seva carrera.

## Representacions

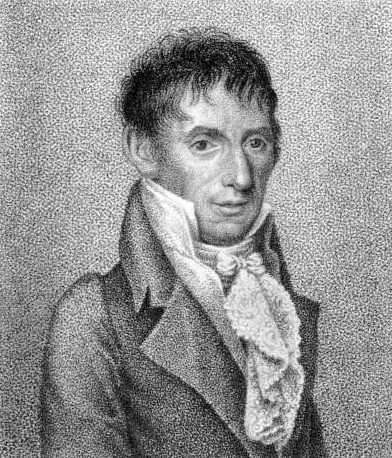
Alessandro Rolla, director de l'estrena

La pietra del paragone es va estrenar al Teatro alla Scala de Milà el 26 de setembre de 1812 i va comptar amb la direcció d'Alessandro Rolla i dels cantants Marietta Marcolini i Filippo Galli (baix). Va ser la primera comissió del compositor de l'important teatre d'òpera i va ser un èxit immediat, que es va reflectir en 53 funcions durant la primera temporada, i fins i tot en l'última actuació set números van haver de repetir-se, a petició del públic.
El virrei de Napoleó a Milà, Eugène de Beauharnais, va quedar tan impressionat per l'òpera que va escriure al ministre de l'interior, «has d'aconseguir amablement que el mestre Gioachino Rossini sigui eximit del servei militar. Jo no m'atreveixo a exposar al foc enemic una vida tan preciosa, els meus contemporanis mai em perdonarien. Podem estar perdent un soldat mediocre, però salvem un geni de la nació».
Al Corriere delle Dame va aparèixer un article el dia 3 d'octubre que deia, entre altres coses:
| « | La música d'aquesta òpera va ser molt aplaudida en les tres primeres nits, de tal manera que són pocs els professors que poden obtenir una glòria semblant. Aquest joveníssim Sr. Rossini si no el pot la vanitat, si estudiés els antics models que dormen polsegosos, podria ser el preconitzat de ressuscitar la glòria veritable de la música italiana. | » |

Stendhal va dir que l'èxit de La pietra va ser entusiasta:
| « | el públic va acudir de totes les ciutats a un radi de vint llegües; Rossini es va convertir en el primer personatge del país. | » |

També el llibretista Romanelli va informar que:
| « | en l'última de les cinquanta-tres representacions es van haver de repetir fins a set fragments per l'aclamació del públic | » |

Ara, Rossini s'havia convertit definitivament en un maestro di cartello, és a dir algú amb qui s'ha de comptar per confeccionar la temporada d'òpera.
Després d'una estrena accidentada, Il Barbiere di Siviglia va aconseguir un gran èxit en els escenaris, eclipsant La pietra, però va ser poc interpretada durant gairebé dos segles, fins al seu renaixement a Alemanya com a opereta i no va ser fins al 2001 que es va tornar a interpretar la partitura original.

## Argument
La trama es desenvolupa a la casa de camp del comte Asdrubale qui, per aconseguir casar-se amb una dona que l'estimi veritablement, sotmet a proves les tres aspirants disfressant-se de mercader turc i presentant-se com a creditor autoritzat a embargar tots els seus béns, cosa que aconsegueix allunyar els hostes frívols i paràsits i comprovar la veritable amistat de Giocondo i Clarice. Per mitjà d'una altra disfressa, aquesta última aconsegueix assegurar l'amor del comte i arribar així al final feliç. La trama barreja un llenguatge modern amb altres solucions que recorden el teatre de la tradició italiana.

## Estructura
- Simfonia

### Acte I
- 1 Introducció Non v'è del conte Asdrubale (Cor, Pacuvio, Aspasia, Fulvia, Fabrizio)
- 2 Duet Mille vati al suolo io stendo (Macrobio, Giocondo)
- 3 Cavatina Quel dirmi, oh dio! (Clarice)
- 4 Cavatina Se di certo non sapessi (Asdrubale)
- 5 Duet Conte io, se l'eco avesse (Clarice, Asdrubale)
- 6 Ària Ombretta sdegnosa (Pacuvio)
- 7 Quartet Voi volete e non volete (Clarice, Asdrubale, Giocondo, Macrobio)
- 8 Ària Chi è colei che s'avvicina? (Macrobio)
- 9 Cor Il conte Asdrubale
- 10 Final I Su queste piante incisi (Clarice, Giocondo, Macrobio, Aspasia, Fulvia, Pacuvio, Asdrubale, Fabrizio, Cor)

### Acte II
- 11 Introducció Lo stranier con le pive nel sacco (Cor, Aspasia, Fulvia, Macrobio, Conte, Pacuvio, Giocondo)
- 12 Cor A caccia, mio signore! (Coro, Pacuvio) i tempesta
- 13 Escena i ària Oh come il fosco - Quell'alme pupille (Giocondo)
- 14 Quintet Spera se vuoi, ma taci (Clarice, Giocondo, Aspasia, Macrobio, Asdrubale)
- 15 Ària Pubblico fu l'oltraggio (Fulvia)
- 16 Trio Prima fra voi coll'armi (Macrobio, Asdrubale, Giocondo)
- 17 Marxa, escena i ària Se l'Itale contrade (Clarice, Cor)
- 18 Ària Ah, se destarti in seno (Asdrubale)
- 19 Final II Voi Clarice? (Asdrubale, Giocondo, Aspasia, Fulvia, Macrobio, Pacuvio, Fabrizio, Clarice, Cor)[11]

## Anàlisi musical
El caràcter arcaic del llibret va impedir que la partitura de Rossini, que tenia moments molts destacats, hagi pogut estar a l'altura de les grans òperes bufes immediatament posteriors com L'italiana in Algeri, El barber de Sevilla o La Cenerentola. La pietra, com les òperes de Haydn, pateix del llast d'unes situacions sense gràcia, agreujades per les reflexions que formen els textos de les àries, que no contribueixen a explicar realment què passa a l'escena.
La pietra no és una gran obra dramàtica però Rossini l'alleugera amb la presència d'alguns números típics del compositor que es basen en les repeticions sil·làbiques i en mecanismes rítmics, com la cançó de Pacuvio Ombretta sdegnosa del Mississipì, i la primera de la sèrie de tempestes orquestrals que Rossini crearia només per al plaer del seu públic.
La pietra del paragone ha rebut sempre molt bones crítiques les poques vegades que s'ha realitzat. Stendhal la va descriure com la millor obra de Rossini en el gènere de l'òpera bufa.

### Autopréstecs
- De L'equivoco stravagante, Rossini en va adaptar el cor dels caçadors A caccia, mio signore!. El quintet del segon acte Speme soave és similar al quintet del segon acte Spera se vuoi, ma taci; cal notar a més que la distribució vocal és la mateixa (dos mezzos, un tenor i dos barítons). L'ària de Clarice Se l'Itale contrade. També guarden certa similitud els finals de l'acte I.
- El quartet al mig del primer acte Voi volete e non volete, però, és un complex muntatge de seccions de treballs anteriors de La scala di seta i Ciro in Babilonia.
- La Simfonia va ser escrita des de zero per a aquest treball i, com sovint passa amb Rossini, no té vincles temàtics amb la resta de l'obra. Per això va ser capaç de transferir-la al Tancredi, per delectar les orelles venecianes que no coneixien La pietra, i també formà part de la "tempesta" d'El barber de Sevilla.
- El tercet del Comte de l'acte II és similar al tercet d'aquest mateix acte a La gazzetta.
- En certs moments del final de l'acte I, la música s'assembla al quartet de l'acte II d'Adelaide di Borgogna.

## Moments cèlebres
- Mille vati al suolo io stendo duet de Macrobio i Giocondo
- Quel dirmi, oh Dio! ària de Clarice
- Ombretta sdegnosa del Missipipì arietta de Pacuvio (que serà famosa després d'haver estat utilitzada per Antonio Fogazzaro a Piccolo mondo antico, que sovint és cantada per l'oncle Piero a la petita Maria)
- Quell'alme pupille cavatina de Giocondo
- Se l'Itale contrade cavatina de Clarice

## Enregistraments
| Any  | Elenc (Asdrubale, Clarice, Giocondo, Macrobio, Pacuvio)                              | Director               |
| ---- | ------------------------------------------------------------------------------------ | ---------------------- |
| 1959 | Ivo Vinco, Fiorenza Cossotto, Alvinio Misciano, Renato Capecchi, Giulio Fioravanti   | Nino Sanzogno          |
| 1971 | John Reardon, Beverly Wolff, Josep Carreras, Andrew Foldi, Justino Diaz              | Newell Jenkins         |
| 1988 | Natale De Carolis, Cecilia Bartoli, Luca Canonici, Bruno Praticò, Alfonso Antoniozzi | Marcello Viotti        |
| 1993 | Pietro Spagnoli, Sara Mingardo, William Matteuzzi, José Fardilha, Marco Camastra     | Bruno Aprea            |
| 2002 | Marco Vinco, Carmen Oprisanu, Raul Gimenez, Pietro Spagnoli, Bruno de Simone         | Carlo Rizzi            |
| 2007 | François Lis, Sonia Prina, José Manuel Zapata, Joan Martin-Royo, Christian Senn      | Jean-Cristophe Spinosi |